# Edmundson Acres
Edmundson Acres – Census-designated place w Kern County, w Kalifornii (Stany Zjednoczone), na wysokości 148 m.